# 최재서
최재서(崔載瑞, 1907년 2월 13일 - 1964년 11월 16일)는 일제 통치하 조선과 대한민국의 문학평론가 겸 영문학자이다. 호는 석경우(石耕牛), 필명은 학수리(鶴首里), 상수시(尙壽施), 석경(石耕), 석경생(石耕生) 등.

## 생애

### 성장 및 교육
1908년 2월 11일 출생. 출생지는 황해도 해주군 해주면 북행정 72번지. 향리에서 소학교 과정을 마친 후 학업에 뜻을 품고 상경, 제2고등보통학교(현 경복고등학교)에 입학하였다.
졸업 후 1926년 4월 경성제국대학 예과 문과 입학, 1928년 수료. 동년 4월 경성제대 법문학부 영문과 입학, 1931년 3월 졸업. 동년 4월 경성제대 대학원 진학, 1933년 3월 졸업.
일부 이력에서 영국 런던대학교에 유학했다고 기재하나 잘못 알려진 사실이다. 김욱동은 이것이 문덕수 편찬 《세계문예대사전》의 오(誤)기재 혹은 이인수와의 착각에서 비롯된 것이라 추정한다.
1933년 4월, 영문학을 지도한 사토 기요시 교수에게 실력을 인정받아 야마모토 도모미치(山本智道)의 후임으로 경성제대 법문학부 영어강사에 취임하였다. 비록 강사에 불과했으나 경성제대에 조선인이 강사로 임명된 것은 매우 드문 일이었기에 《조선일보》 1933년 4월 30일자에 보도되기도 했다. 그러나 이듬해 다른 교수들의 조선인 기용 반대로 인하여 강사직을 사퇴하고 경성법학전문학교 영어강사로 자리를 옮겼다. 강사 재직기간은 정확하게는 1933년 5월 1일에서 1934년 3월 31일까지.
이에 절망, 분개한 최재서는 어느 늦은 밤 귀가해서는 "I have no country, I have no father, I have no money······" 하며 절규했다.
법전 외에 보성전문학교에서도 교편을 잡았다.

### 초중반기 비평 활동
1930년대 초중반 최재서는 코스모폴리턴적 이상을 바탕으로 교양의 기획을 전개해나갔다. 최재서는 영문학적 교양과 식민지 현실 사이에 존재하는 격차를 조선문화 발전이라는 목표를 통해 해소하고자 했고, 외국문화 연구자이기보다 조선 문단의 비평자를 자임하였다.
최재서의 비평은 서구이론을 소개·해설하고 조선문학을 분석·지도하는 이원적 방식으로 전개되었는데 전자가 후자의 기준이 되었다는 점에서 긴밀한 연관 관계를 맺는다.
최재서의 비평적 입장은 카프 퇴조의 분위기와 맞물려 새로운 문학 건설을 향한 헤게모니 기획의 성격을 띠게 되었다. 그가 보기에 카프의 이념주의와 대중문학의 감상주의는 예술성 미달의 상징으로 조선문학 발전을 저해하는 요소였으며, 이를 대신할 방법론으로 헉슬리, 루이스 등 이론을 변주한 풍자문학론과 심리적 리얼리즘론을 제시하였다. 이것은 영문학적 교양에 근거한 이론이었기 때문에 조선 문단의 창작과는 괴리가 적지 않았으나, 당시 문단에 신선한 이론적 자극을 주는 한편, 리얼리즘에 대한 논의를 활성화하는 계기를 마련했다는 점에서 의의가 있다.
1930년 중반 유럽의 지성론이 파시즘적 야만과의 대결을 표방하던 것과 별개로 최재서는 조선 문단을 겨냥하여 문학적 지성론을 전개한다. 여기서의 지성은 작품 구성에 필수적인 작가의 지적 능력을 말하는데, 문학전통의 수련과 교양의 습득을 통해서만 달성되는 일종의 자질이다. 그러나 이와 같은 개인의 자율적 완성에 대한 신념만으로는 전쟁으로 인한 시대적 문제에 대응하는 것이 곤란하게 되었다. 이에 모럴론을 통해 문학과 정치의 조화 가능성을 타진하며, 자신이 기존에 수용했던 인문주의적 교양, 정신분석학이라는 과학을 뛰어넘을 새로운 원리를 희구하는 한편, 당시 유럽에서 대두된 파시즘 문학을 비판하였다. 이는 그러나 이론의 차원에서 제기되었을 뿐 실제 창작의 방향을 제시하는 데 이르지는 못했다. 소설양식론은 이러한 상황을 소설의 기법과 형식론으로써 해결하려 한 노력의 일환이다. 중편소설을 통해 단편과 장편, 예술성과 대중성이라는 조선 문단의 암묵적 이분법을 해결하고자 하였으나 1930년대 후반에 이르면 장편소설을 통해 사회성과 역사성을 획득하고자 하는 변화를 보인다.

### 인문사 설립과 《인문평론》
1937년 12월 대학을 떠나 인문사를 창립하였다. 사장 최재서의 업무는 기획은 물론 다양한 실무 영역을 포괄했다. 간행물 교정을 직접 보고 소매상을 방문해 서적 위탁을 타진하는 등 영업도 담당했다. 최재서 외의 구성원에 대해서는 소상한 바가 없다. 인문사 출판물의 필진은 경성제대 출신 문인·학자, 《조선일보》 관계자, 외국문학 전공자, 마르크스주의자 등 다양했는데, 영문학자 미하라 요시아키는 이런 좌우규합적 체제를 "인민전선적 문화정치 프로젝트"라고 일컬었다. 이광수와 같은 거대출판자본이 선호한 선대 문인은 이에 제외되었다. 인문사는 1938년 4월부터 41년 4월 《인문평론》 종간까지 단행본 16권, 연감 4권, 《인문평론》 통권 16호를 출간했다. 인문사가 출간한 문학서의 유형은 시국협력문학, 대중문학, 순문학으로 분류할 수 있다. 《인문평론》이 1941년 4월 종간을 맞이한 이후 인문사는 새로운 출판물을 내지 못한 채 《국민문학》 창간으로 전기를 맞이, 기존의 합자회사가 아닌 주식회사로 재출발하였다.
인문사의 핵심 기획은 문학의 상업화와 속물 교양의 보급에 반격을 가하는 전작장편소설 총서와 세계명작소설 총서 발간에 있었다. 최재서, 김남천, 임화를 중심에 둔 비평가 집단은 소설의 발표 형식을 바꿈으로써 상업적 저널리즘의 공세를 방어하고 새로운 장르 실험을 통해 세태와 내성의 세계로 전락한 리얼리즘을 갱신하고자 했다. 이는 작가 자신의 각성은 물론 전환기 현실을 올곧게 인식하고 전망하기 위한 방책이라는 점에서 문단의 고른 지지를 얻었다.
1939년 10월 《인문평론》 창간. 30년대 후반 유럽에서 파시즘이 득세하여 인문 정신이 파산 선고 직전에 놓였다는 관측이 현실화되었고 일본의 지배 권역에서는 새로운 이론적 지주로 동아신질서 담론을 공식화하는 작업이 한창이었다. 카프 퇴조로 인해 침체된 조선 평단은 무엇이 올바른 시대정신인지 헤매던 분위기에 있었으나 정치적 논리에서 파생된 동아협동체론이나 세계사의 철학을 검증 없이 수용하기는 어려웠다. 이런 상황에서 창간된 《인문평론》은 세기에 요구되는 인식론을 찾는 한편 현실 재현과 역사적 전망의 양축을 담당할 서사문학 갱신의 방법론을 점검하는 장으로 기능했다. 《인문평론》의 창간호는 동아공통의 문화를 선언적으로 강조했으나 기존의 서구 보편주의에 근건한 세계문학이라는 틀이 유지되는 가운데 동아를 중심으로 하는 새로운 세계성의 모색이 진행되는 양상을 보였고 때로는 상호모순되는 세계성 혹은 이에 대한 지향이 공존하기도 했다. 최재서는 동아신질서를 비평의 원리로 수용하는 것에 대단히 신중한 태도를 보였고, 특유의 이론적이고도 중립적인 논조를 유지하였다.
1940년 6월 독일에 의해 파리가 함락되자 최재서와 같은 서구 문화의 전통 속에 파시즘과 맞서 싸울 원천이 있다고 믿었던 지식인들은 근대의 종언을 인정하지 않을 수 없었다. 같은 해 11월 연설문에서 최재서는, 근대정신으로서의 자유주의와 개인주의가 르네상스의 생명령을 잃었다, 자유주의의 문학적 해석인 개성 추구, 개성 표현도 기발한 개성과 병적인 개성, 반항적 개성으로 전락했다, 오늘날의 병폐는 작가의 고립으로 생겨난 결과이므로 개인 의식 대신 일반 의식을 추구할 필요가 있다고 주장했다. 과거 30년대 중반 주지주의 문학론을 전개하며 주장한 내용과 거의 동일하지만, 미확정된 범주에 불과했던 일반 의식이 국민 의식으로 확실히 규정되었다. 이후의 비평에서 최재서는 새로운 목표를 "문화주의의 반성", "문화의 국민화"로 요약했다. 여기서 문화주의는 근대 개인주의와 낙관적 진화론의 산물로 문화적 가치의 영원성과 자율성을 중시하는 태도를 말한다. 일반 국민들의 생활 조건과 지식인들의 개인주의적 문학 정신이 괴리돼 문학 역시 사멸 위기 앞에 놓였으니 국가이상이라는 새로운 기준을 적용해 이 같은 문제들을 해결하고 국민문화를 건설하자는 것이 그의 주장이었다.
조선에서 '문화주의'는, 서구의 생활 형식을 표면적으로 모방한 경박한 '문화생활'과 대비되는 것으로 서구의 그것처럼 부정적 의미는 띠지 않았다. 최재서는 자기 땅 없이 코스모폴리탄적 대기에서 헤매던 조선의 문화주의자에게도 국민문화라는 안식처가 생겼음을 강조했다. 이에 따라 최재서는 국책 협력을 새로운 비평 과제로 천명하며, 다만 비평이 당국의 지시를 그대로 받아쓰지 말 것을 단서로 달았다. 아널드의 말처럼 당대 최고의 사상과 지식을 사회 전반에 확충, 위대한 창작 시대를 준비하는 것을 비평의 임무로 삼아야 한다고 주장했다. 이 역시 과거 〈조선문학과 비평으 임무〉에서 강조된 바였으나, 서구의 인문주의 전통이 일본의 국민문화로 대체되었다는 차이가 있을 뿐 문화의 이상이라는 목표를 내려놓지 않았다.

### 《국민문학》
1941년 11월 《국민문학》 창간. 《국민문학》의 발행인 겸 편집인은 최재서, 발행사는 인문사였다. 1940년 8월 《동아일보》와 《조선일보》, 1941년 4월 《문장》와 《인문평론》이 폐간된 상황에서 《국민문학》은 조선문단 그 자체라고 할 수 이는 위상을 획득했다. 총독부 경무당국은 《국민문학》으로의 잡지 일원화를 용지 절약 때문이라고 했으나 실은 이를 통해 조선문단의 혁신을 일거에 해결하려는 의도를 지니고 있었다. 창간호에서 최재서는 국민문학을 일본의 국가 이상을 원리로 삼아 동양문학을 지도할 사명을 띤 문학으로 정의하며 이제까지 조선 문단에 만연했던 창작 정신의 균열과 주제 빈곤을 해결하기 위해서는 국민적 입장에 서서 국민 생활과 국민적 감정에서 소재와 주재를 발견해야 하며 이것이 조선의 유능한 작가를 구원할 수 있는 유일한 방법이라고 주장했다.
《국민문학》 창간과 동시에 문단의 공통어가 조선어에서 일본어로 바뀌었다. 국어 전용이라는 총독부의 방침에 적극적이었던 최재서였지만 창작 용어 문제는 최대 고민거리였다. 소설이라는 장르는 그에 있어 시대적 위기에 맞설 미학 탐구의 계기를 제공해왔으나 서투른 일본어로 쓰인 소설에는 어떠한 미학도 발견할 수 없었다. "조선의 문학은 조선의 말을 떠나서는 생각될 수 없"었던 최재서였기에 조선어 예술의 존립을 타진해보았으나 학무과장에게 국어 상용을 더욱 철저히 하라는 소리만 들었다.
1942년 5·6월 합병호에서 《국민문학》은 최종적으로 "국어 잡지로의 전환을 결의"했다. 이것은 1942년 5월 8일의 조선인 징병제 실시 결정에서 비롯되었다. 최재서를 비롯한 지식인들은 징병제를 조선인에게 일본인과 똑같은 국민의 지위를 부여해주는 기회로 보았다.

문제는 늘 간단명료하였다. ――너는 일본인이 될 자신이 과연 있는가. 이런 질문은 다시 다음과 같은 의문을 일으켰다. 일본인이란 무엇인가? 일본인이 되기 위해서는 어찌해야 하는가? 일본인이기 위해서는, 조선인이라는 것을 어떻게 처리해야 하는가?
이들 의문은 지성적인 이해나 이론적인 조작만으로 되는 일이 아닌 마지막 장벽이었다. 그렇지만 이 장벽을 뛰어넘을 수 없는 한, 팔굉일우도 내선일체도 대동아공영권의 확립도 세계신질서의 건설도, 통틀어 대동아전쟁의 의의조차 아리송해진다. (...)
여기서 나 자신의 체험을 말해보자. 나는 작년 말경부터 여러가지로 나 자신을 정리하리라고 깊이 마음먹고 새해 첫날에는 우선 그 시작으로 창씨를 했다. 그리고 2일 아침에는 이것을 고하기 위해 조선신궁에 참배하였다. 그 앞에 깊이 머리 숙이는 순간 나는 맑은 대기 속에 빨려들어 모든 의문에서 해방된 느낌이었다.
――일본인이란 천황에 봉사하는 국민이다.

1943년을 전후해 《국민문학》 지면에 일본 고전을 소개분석하는 글이 활발히 게재되었다. 메이지 시대 국가만들기의 일환으로 만들어진 이들 일본 고전은 서구적 세계관과 교양을 대신할 순수한 일본적 보고로 간주돼 새롭게 읽혔다. 《국민문학》은 조선 지식인의 사상 개조를 위해 일본 고전 시리즈를 기획하고 동시에 국학·국학자, 조선 실학자에 대한 연재를 시작했다. 이러한 분위기 속에 최재서는 고대를 매개로 새로운 국민문학 이론을 구상했다. 사토 기요시의 시에서 힌트를 얻어 담징과 혜자에서 내선일체의 논리화 근거를 추출했다. 최재서는 쇼토쿠 태자를 따라 순사했던 혜자의 신념과 정신에 주목, 쇼토쿠 태자를 좇아 조선, 중국에서 모인 학자, 승려, 예술가들이 동양문화의 정수를 만들어 오늘날 일본 문화의 토대가 되었다고 했다. 제2회 대동아문학자대회에 참석한 최재서는 이 자리를 쇼토쿠 태자를 사모해 각지에서 학자, 예술가가 모여들었던 1390년 전의 역사에 견주어 묘사했다. 이후 창씨개명 후 모토오리 노리나가의 〈직비령〉을 토대로 마침내 천황으로의 귀의를 결의하였다. 이에 이르러 최재서는 비평이라는 논리적 글쓰기를 계속할 수가 없었다. 평론으로는 표현할 수 없는 주제를 다루기 위해 최재서는 역사의 지평을 선택, 신라를 소재로 한 소설들을 쓰며 일본어 소설가로 전신하였다.

### 광복 후
1946년 해봉 김형익이 설립한 시사영어연구회라는 단체에 관여하였다. 같은 해 11월 1일 동아대학교에서 교수진 개편보강을 위해 학생 및 직원들이 상경, 당시 연희대학교 영문학 과장이었던 최재서를 초빙했다. 서정주가 그를 따라 그해 가을 부산으로 함께 내려갔다. 최재서의 자필 이력서에 따르면 동아대에서는 1947년 4월 1일부터 1948년 3월 31일까지 재직했다.
1949년 8월 반민당연범으로서 반민특위에 소환되어 문초를 받았으나, 기소유예 처분을 받고 석방되었다.
이후, 이상섭의 증언에 따르면 경복 동문인 배동호 교수의 천거를 통해 1949년부터 60년 후반까지 십여년 동안 연세대학교에 재직하였다. 이를 통해 사회적인 지위를 보장받았고, 또한 생활의 안정을 찾았다. 연세대에서 최재서는 주로 문학개론, 영문학사, 영국문예비평가 등 강의를 담당하였고, 이때 쓴 강의 원고를 바탕으로 1957년 《문학원론》, 1959년 《영문학사》를 차례차례 발간하였다. 연세대에서는 자필 이력서에 따르면 1949년 9월 1일부터 1960년 9월 30일까지, 《연세대학교 백년사, 1885-1985》에 따르면 1947년 9월 1일부터 1961년 3월 19일까지 재직했다.
한국전쟁 발발 후 서울이 점령됐을 무렵 도피생활을 하다 12월 25일 대구로 피난갔다. 전시에 최재서는 문예지면에 모습을 드러내지 않았으나, 《스타스 앤 스트라이프스》에 실린 맥아더 관련 기사를 논평, 재구성한 《매카더 선풍》, 맥아더 평전의 번역서 《영웅 매카더 장군》을 차례차례 발간하였다.
1960년 4·19 혁명 이후 기세를 몰아 학생들은 어용교수를 축출하고 학원운영 정상화를 요구하였다. 연세대에서는 교수 3인에 대한 이사회의 해임 처분을 부당하다고 항의하여 학생에 의해 동맹휴학이 벌어졌다. 학생들은 교수 3인에 대한 해임 즉각철회, 이사진 개편, 당시의 총장서리 미국인 언더우드를 대신해 한국인 총장 선출을 요구했다. 이에 따라 언더우드의 사택을 습격, 기물을 파괴하는 과격행동을 벌였다. 이에 최재서를 비롯한 문과대학 교수 7인은 "폭력 앞에 교권이 설 수 없다"는 취지의 성명서를 발표, 사표를 제출하나 이사회의 권고로 이를 철회하고 출강했다. 교수 및 학생은 이를 배신으로 간주, 교수들은 강의를 중단하고, 학생들은 교수 7인의 강의를 거부했다. 이로 말미암아 최재서는 연세대를 사직하고 동국대학교로 전임하였다. 동국대에서는 자필 이력서에 따르면 1960년 10월 1일 대학원장에 임용, 1961년 10월 15일 사직하였다. 《동국대학교백년사》에서는 1960년 11월 25일 임용되었다고 전한다. 1963년 4월 한양대학교 교수에 부임, 사망할 때까지 재직하였다.
저널리즘 방면에서 1960년 정비석의 《혁명전야》 필화사건 당시 이를 한번 다룬 것을 제외하면 광복 이래 당대 문학에 전혀 손을 대지 않았다. 현장 비평보다도 《사상계》 따위를 중심으로 이론 비평 성격을 띤 글을 기고하였다.
광복 후 번역가로서 셰익스피어의 《햄릿》, 《아메리카의 비극》, 《주홍글씨》 따위를 역간하였다. 이 가운데 《햄릿》은 우수한 번역으로 이름이 높다.
1964년 11월 16일, 10년래(來) 지병으로 인해 국립중앙의료원에서 50세를 일기로 임종하였다.

## 사상

### 교양주의
최재서는 경성제대 시절 자신을 조선인으로 뚜렷이 인식했으며, 이에 대한 자존심이 있었음이 분명하지만 이때의 글에 조선이라는 범주는 전혀 존재하지 않는다. 조선인 학생, 즉 최재서는 서구-보편이라는 범주를 통해 조선의 정체성을 가늠해보았을 테지만, 일본의 국가학을 지향하는 제국대학의 아카데미즘 안에서는 표출될 수 없는 것이었고, 그것은 어디까지나 관념론에 지나지 않았을 것으로 보인다.
최재서는 교문을 나섬으로써 영문학이라는 보편에서 떨어져버렸으나, 역으로 이를 계기로 조선문학을 발견할 수 있었다. 제국대학 내에서 엘리트로서의 자신의 위치를 증명해준 그의 교양은 조선의 현실과 맞닥뜨리며 조선을 향한 교화의 매개체로 전환되었다. 교양의 원말인, 경작 혹은 재배를 뜻하는 Cultura에서 유래하는 최재서의 필명인 석경(石耕, 돌밭[=조선 문단]을 감), 석경우(石耕牛, 돌밭 가는 소)는 최재서의 교양주의적 신념을 집약한 것임에 다름없다.
최재서를 비롯한 당대 외국문학전공자들은 외국문학을 참조함으로써 조선문학의 모더니티 혹은 보편성에 이르는 길을 제시할 수 있다고 보았고 또 활동분야를 공유했다. 한편 최재서는 수준 이하의 외국문학 연구자를 비판하며 자신을 여타 전공자들과 구별지었다. 그가 가장 문제시한 것은 이들이 쓰던 외국문학 소개문이 참조물에 불과할 뿐 실제 조선문학의 준거로까지 연결되지 못한다는 점이었다. 아울러 조선의 신문학 수립을 위해서는 서구의 이론과 학설, 사상체계를 성급하게 차용하는 것을 무엇보다도 경계해야 하며, 각양각색의 이론이 횡행하는 "구라파의 식민지"에서 벗어나기 위해 주관을 갖고 외국문학을 수입해야 한다는 것이 국민문학으로의 전환 이전까지의 변함없는 신념이었다.
광복 후, 비평가로서 1930년대 문단에서 선보였던 전통론과 교양론을 다시금 꺼내들었다. 그는 한국문학에 전통이 부재하다고 인식했으며, 서구교양을 습득하는 것이 이를 극복하는 실천적 대안이었다. 따라서 서구문학의 고전에서 문학의 이념형을 추출해 부재하는 전통을 대신하고자 했다. 그러나 당시 한국문단에서 전통은 민족이라는 분명한 경계 속에서 사유되었기에 서구 교양으로써 전통 부재를 메우겠다는 그의 주장은 크게 설득력을 얻지 못했다.

### 비평원리
최재서가 비평적 판단의 근거로 삼은 것은 그리스·로마 시대로부터 르네상스를 거쳐 20세기까지 이어지는 인문주의 전통, 보다 직접적으로는 19세기 영국 비평가 매슈 아널드의 영향력을 바탕으로 전개된 근대영미비평의 계보였다. 아널드는 Culture를 조화롭고 일관된 성격을 지닌 것으로 논하며 개인 품성의 함양과 더불어 공동체 유지를 위한 새로운 근거를 창출했다. 아널드의 이론은 20세기에 이르러 흄, 엘리엇, 리드 등에게 비판적으로 계승되었으며, 제1차 세계대전 이후 영국 사회의 혼란 타개를 위한 방법론으로 재정비되었다. 현대의 위기가 개인주의의 과도한 확장에서 비롯되었다는 반성적 성찰 속에서 20세기 영미 비평가들은 개인을 규제할 원리를 고전적 질서에서 구했다. 이들은 낭만주의적 개성의 오류를 비판하면서도 근본적으로 인간 완성에 대한 신념을 버리지 않았고, 문학 전통 안에서 위기를 해결하려 했다는 점에서 아널드적 문화 이상을 추구했다. 고도의 예술성을 구비한 창작이 그 사회의 발전을 이끌어간다고 생각했다는 점에서 최재서는 아널드의 개념을 이어받았다.
흄과 엘리엇이 낭만주의적 개성의 무한한 확장을 고전주의적 질서의 원리를 통해 해결하고자 했다면, 리드와 리처즈는 정신분석학이라는 과학적 방법론을 도입하여 종래의 주관적이고 편파적인 비평을 쇄신하는 데 목표를 두었다. 최재서는 이러한 경향들을 주지주의 혹은 주지적 비평이라는 말로 요약해 조선문단에 소개했다.

## 개인사
형제자매로 옥경, 국경, 보경, 애경이 있었으며 외아들이었다. 부친 최경태(崔景台)는 해주에서 태일원(台一園) 혹은 과포집으로 통한 3만여 평 과수원을 경영하였다. 부친의 부유함은 해주에서 넷째가는 것으로 소문이 나 있었다.
취미로는 바이올린, 스케이트가 있었으며, 훗날 상경했을 무렵 웅변대회에서 메달을 탔다.

## 단행본 목록
저서
- 《문학과 지성》(인문사, 1938)[34]
- 《해외서정시집》(편, 인문사, 1938)[34]
- 《조선문예연감》(공편, 인문사, 1939)[34]
- 《조선작품연감》(공편, 인문사, 1940)[34]
- 《전환기의 조선문학》(轉換期の朝鮮文學, 일문, 인문사, 1943)[34]
- 《신반도문학선집1·2》(편, 일문, 인문사, 1944)[35]
- 《매카―더 선풍》(향학사, 1951)[35]
- 《문학원론》(춘조사, 1957)[34]
- 《영미명저역주총서 1》(편, 한일문화사, 1958)[36]
- 《영미단편소설감상》(공편, 한일문화사, 1959)[34]
- 《영문학사 제1편 고대·중세》(동아출판사, 1959)[36]
- 《영문학사 제2편 르네쌍스편》(동아출판사, 1959)[36]
- 《영문학사 제3편 셰익스피어》(동아출판사, 1960)[36]
- 《최재서평론집》(청운출판사, 1961)[34]
- 《문예사조사》(공저, 어문각, 1962)[36]
- 《증보 문학원론》(춘조사, 1963)[36]
- 《교양론》(편, 박영사, 1963)[35]
- 《셰익스피어 예술론》(을유문화사, 1963)[34]
- 《Shakespeare's Art as Order of Life》(New York: Vantage Press, 1963)[36]
- 《인상과 사색》(연세대학교 출판부, 1977)[35]

역서
- 《루소와 낭만주의》(일문, 상·하, 개조문고, 1939-1940)[34]
- 《영웅 매카―더장군》(일성당서점, 1952)[36]
- 《주홍글씨》(을유문화사, 1953)[35]
- 《햄맅》(연희춘추사, 1954)[36]
- 《포우 단편집》(한일문화사, 1955)[36]
- 《아메리카의 비극》(박영사, 1959)[34]
- 《The Golden Treasury》(한일문화사, 1963)[36]